# Alosa aestivalis
Alosa aestivalis és una espècie de peix de la família dels clupeids i de l'ordre dels clupeïformes.

## Morfologia
- Els mascles poden assolir 40 cm de llargària total i 200 g de pes.
- Nombre de vèrtebres: 47-53.[2][3]

## Reproducció
Fresa en rius d'aigua dolça o salabrosa, els ous són pelàgics i demersals i les larves es desenvolupen en rius d'aigua dolça o salabrosa.

## Alimentació
Es nodreix de peixets, copèpodes i gambetes.

## Depredadors
És depredat per Hippoglossus hippoglossus, Cynoscion regalis, Morone saxatilis, Pomatomus saltator i Squalus acanthias.

## Paràsits
És parasitat per acantocèfals i nematodes.

## Distribució geogràfica
Es troba a l'Atlàntic occidental: des de Nova Escòcia fins a Florida (41°N - 25°N, 84°W - 60°W de latitud).

## Vàlua comercial
Es comercialitza fresc i en salaó.

## Longevitat
Pot viure fins als 8 anys.